# 제1회 대한민국국제청소년영화제
제1회 대한민국국제청소년영화제는 2001년 11월 9일에 열린 시상식이다.

## 수상 및 후보

### 단체상 - 대상
- 망중한 몽중인 - 김진무 수상
- 외길 - 차준호 수상

### 단체상 - 금상
- 추격 - 안성화 수상
- 21세기와 무속문화 - 이정우 수상

### 단체상 - 은상
- 끼아베 - 양기원 수상
- 도예의 멋 - 천병수 외 1명 수상
- 혼 - 정명관 수상
- Missing - 백윤미 수상

### 단체상 - 동상
- 낙서금지 - 김솔지 수상
- 가출한 헨젤과 그레텔 - 오병용 수상
- 마리스 미젤 - 김정희 수상
- Gordian knot - 김삼력 수상
- 집배 - 김문흠 수상
- 노을 - 조재구 수상